# Arnold Schulten
Arnold Schulten (* 1809 in Düsseldorf; † 30. Juli 1874 ebenda) war ein deutscher Landschaftsmaler und Lithograf der Düsseldorfer Schule.

## Leben
Schulten studierte ab 1822 Malerei an der Kunstakademie Düsseldorf. Dort war er somit bereits eingeschrieben, als Wilhelm Schadow sein Amt als Direktor antrat. Mit Caspar Scheuren, Johann Adolf Lasinsky, Eduard Wilhelm Pose, Heinrich Funk und weiteren gehörte Schulten zu den ersten Schülern des Landschaftsmalers Johann Wilhelm Schirmer. In dessen Landschafterklasse verweilte er von 1830 bis 1843. 1849 richtete Schulten sein eigenes Atelier in Düsseldorf ein. Schulten war Mitglied des Künstlervereins Malkasten. Im Sommer 1852 unternahm er mit August Becker, August Leu und Ernst von Raven eine Reise in die Schweizer Alpen. In den letzten Lebensjahren konnte er wegen zunehmender Krankheit nur wenig malen. 1874 starb er unvermählt. Schulten stellte in Berlin, Köln, Düsseldorf und Bremen aus.

## Werke (Auswahl)
- Landschaft mit Jagdhütte, 1831

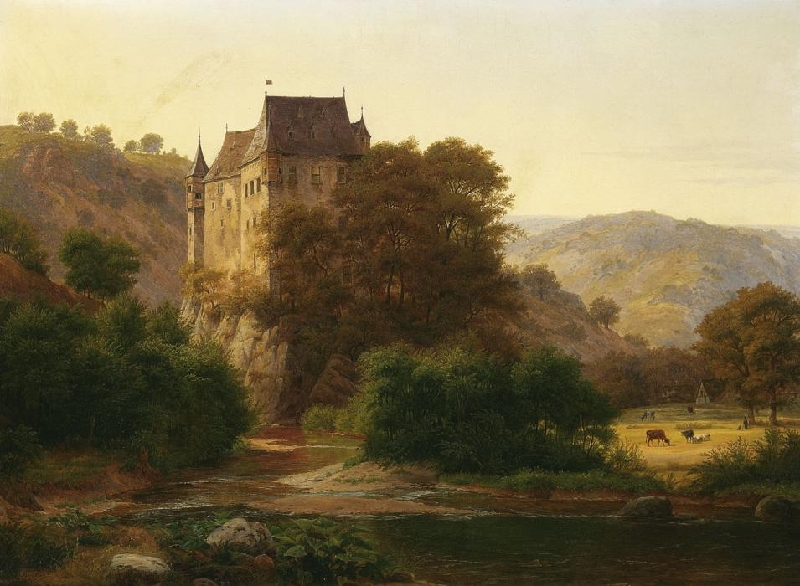
Schloss Bürresheim an der Nette, 1835

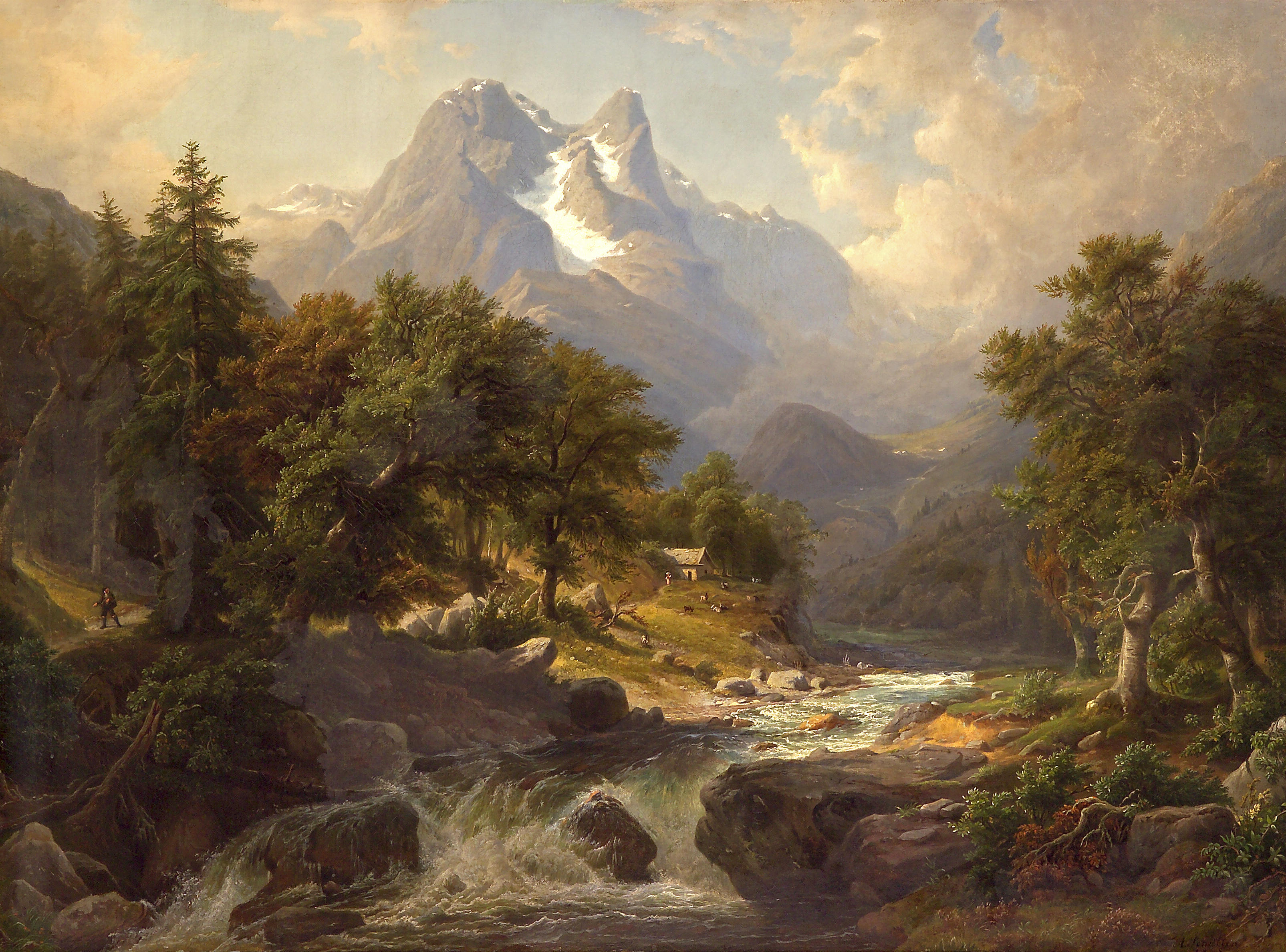
Hochgebirge mit Wildbach, 1845

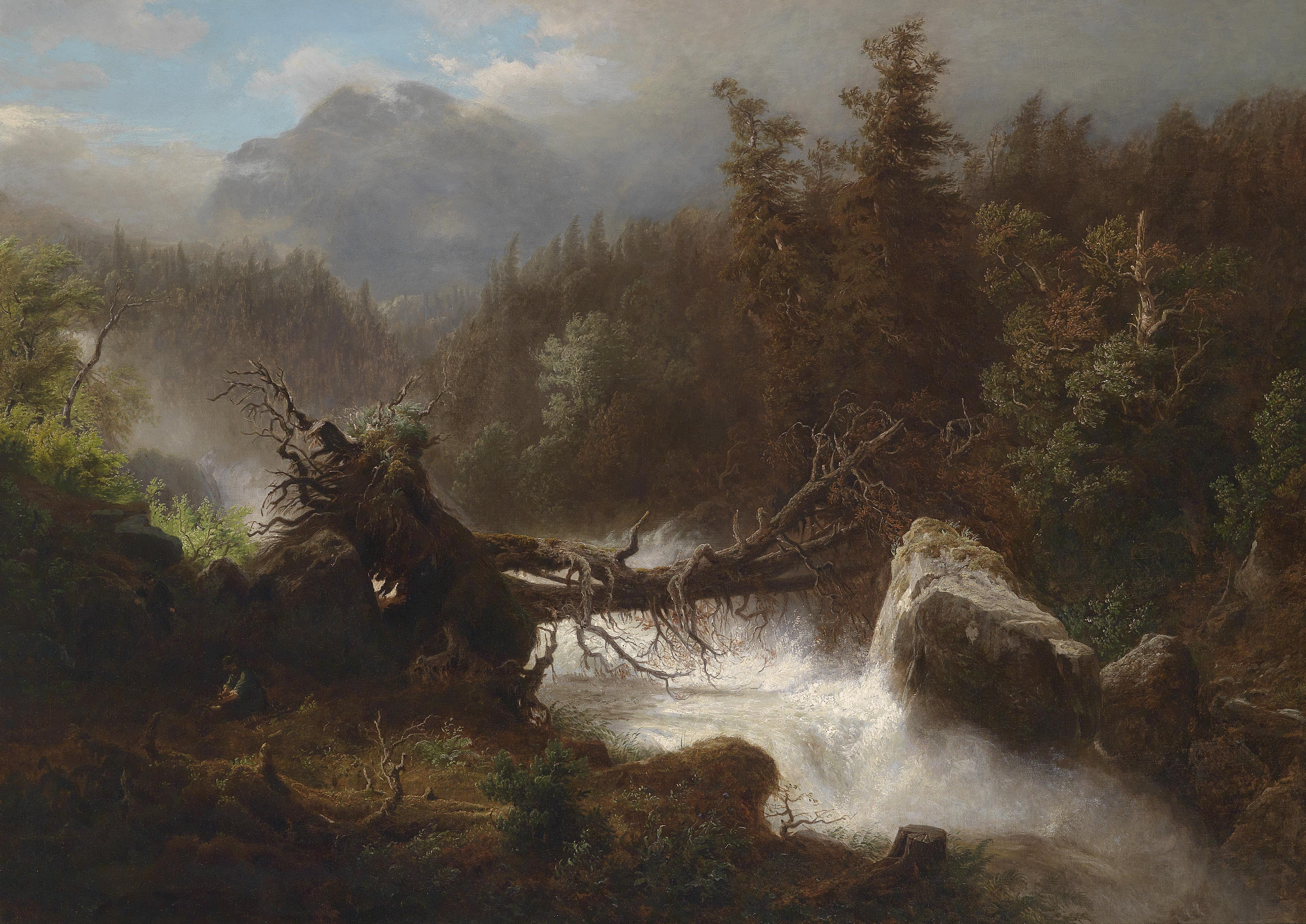
Wasserfall in den Alpen, 1874

- Abtei Altenberg im Bergischen Land, 1831[5]
- Kloster Arnstein, 1833
- Schloss Bürresheim an der Nette, 1835[6]
- Oberburg von Manderscheid/Eifel, kolorierte Zeichnung, 1835
- Kochelsee im bayerischen Hochland, 1842
- Romantische Rheingegend[7]
- Romantische Waldlandschaft mit Jägern, 1844[8]
- Hochgebirge mit Wildbach, 1845
- Landschafts-Schule, Lithografie, Titelblatt der Schrift Landschafts-Schule von A. Schulten, Düsseldorf 1846[9]
- Berglandschaft mit weidendem Vieh, 1848
- Fjord im Sommer, 1850
- Weite rheinische Landschaft mit rastender Pilgergruppe, 1851[10]
- Am Wallenstädter See (Walensee), 1852, 1874 durch den Kunstverein für die Rheinlande und Westfalen erworben
- Sommerstimmung an einem Schweizer Bergsee, 1861
- Wanderer an einem Gebirgsbach, 1862
- Wasserfall in den Alpen, 1874
- Ansicht von Bacharach
- Jäger in romantischer Landschaft